# Stage Door Theater
Ruby Skye es un popular club nocturno en San Francisco, California. La discoteca está ubicada en el edificio Native Sons of the Golden West en 420 Mason Street, construido en 1890 por el arquitecto August Headman. La discoteca está ubicada en lo que fue originalmente un auditorio/sala de reuniones. En la década de 1940 se convirtió en un club de USO y fue llamado el "Stage Door". Más tarde comenzó a mostrar películas como el "Stage Door Theater" y presentó el estreno de la película de Alfred Hitchcock Vértigo el 9 de mayo de 1958. A principios de 1980, se había convertido en el teatro película Regency III (el Regency I y II se encuentra a varias cuadras de distancia).
En 1989, el teatro fue rebautizado como "Stage Door Theater", mientras que fue utilizado como un hogar temporal para el teatro ACT. Geary Theater de ACT fue gravemente dañado por el terremoto de 1989 y fue restaurado.
Según FOH Online, sistema de sonido Ruby Skye consiste en un sistema de 5 vías EAW Avalon DC1 que ha sido modificado por el sonido de JK utilizando EAW KF serie de controladores. El sistema incluye ocho EAW DC1 de tres vías, seis gabinetes DCT2 matrices supertweeter y 20 DCS2 subwoofers capaces de 140dB de energía bajo. Fue la primera discoteca en el mundo en implementar Lake Contour de 26 procesadores de altavoces para la gestión de audio.
Ruby Skye ha sido anfitrión de una larga lista de DJs de renombre mundial, como Tiësto, Above & Beyond, Armin van Buuren, BT, Deep Dish, John Digweed, Kaskade, Mark Farina, Markus Schulz, Paul Oakenfold, Paul van Dyk, Pete Tong, Roger Sanchez, Sasha, Darude y, recientemente, Afrojack.
También es un lugar popular para los 106 conciertos KMEL House of Soul que las emisoras de radio presentan KMEL de vez en cuando.